# Melanitis musckata
Melanitis musckata är en fjärilsart som beskrevs av Hans Fruhstorfer 1908. Melanitis musckata ingår i släktet Melanitis och familjen praktfjärilar. Inga underarter finns listade i Catalogue of Life.